# 国道149号

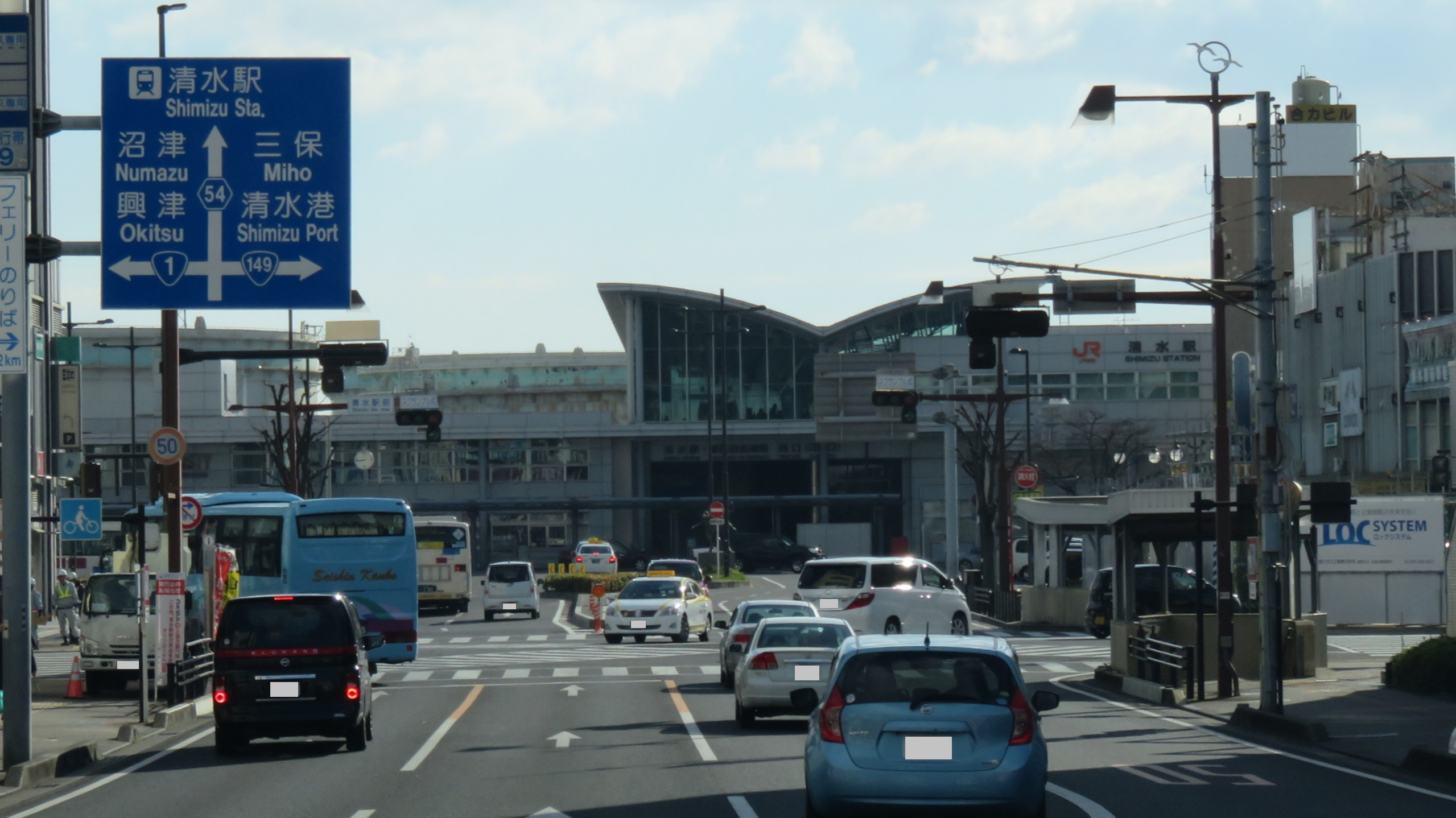
国道149号 終点
静岡県静岡市清水区
清水駅前交差点

国道149号（こくどう149ごう）は、静岡県静岡市清水区の清水港から清水駅前に至る一般国道である。

## 概要

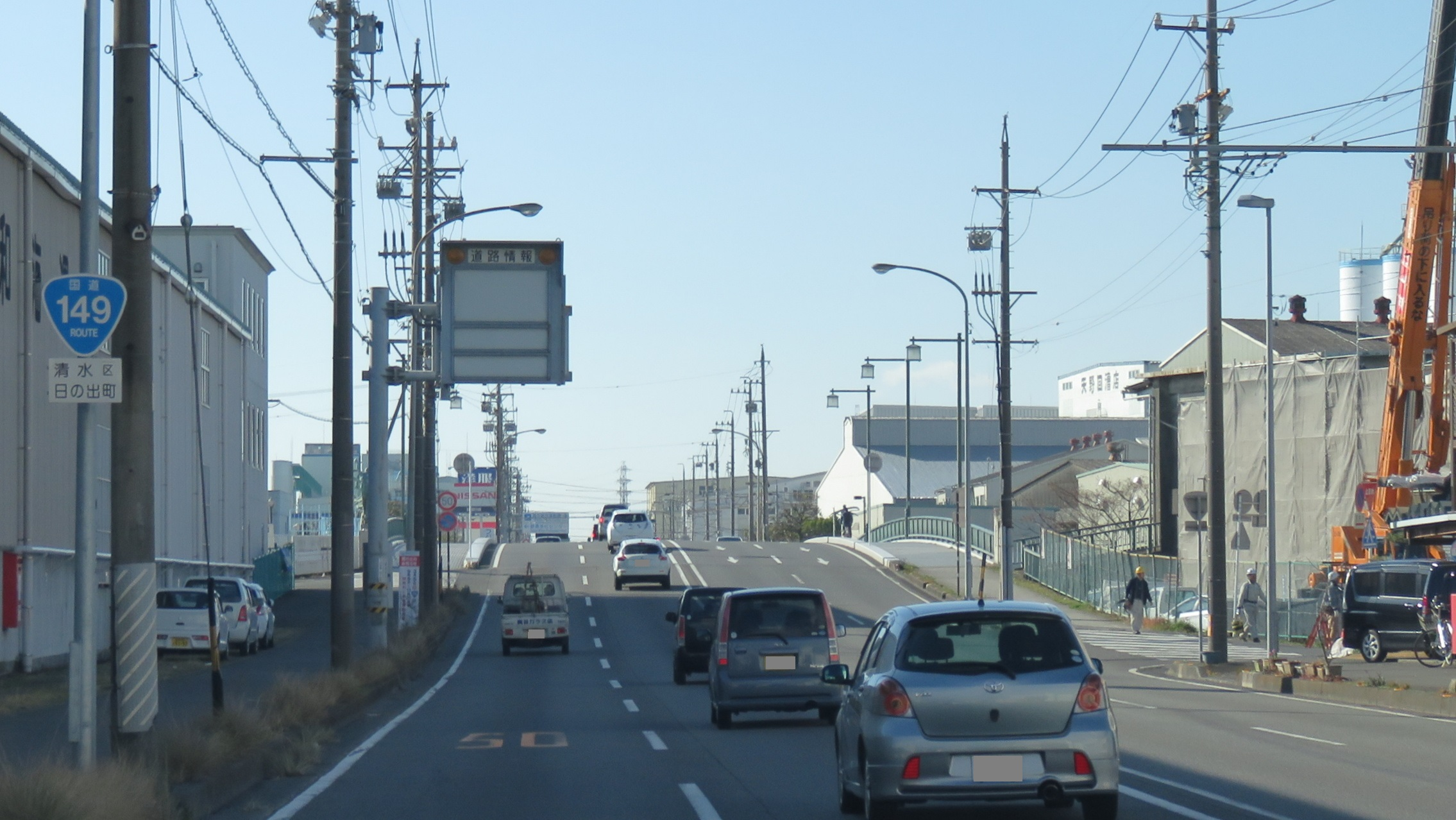
国道149号 起点付近
静岡県静岡市清水区 日の出町

静岡市清水区日の出町の羽衣橋北詰を起点として北上し、JR東海東海道本線 清水駅前に位置する同区江尻東1丁目の国道1号（東海道）交点（清水駅前交差点）とを結ぶ、延長2.6 kmの一般国道の路線で、いわゆる港国道のひとつである。全線が静岡市都市計画道路に指定されており、交差点を左折・右折するたびに代表幅員が20 mの3・4・49清水港三保線、3・4・42入船町船越線、同30 mの3・2・7港橋横砂線となる。起点は、国道150号と共有しており、港国道の中で他路線と起点を共有しているのは、国道198号と本路線だけである。当国道を介して、国道1号と国道150号を結ぶ役割もある。

### 路線データ
一般国道の路線を指定する政令に基づく起終点および重要な経過地は次のとおり。
- 起点：清水港（羽衣橋北詰 = 国道150号起点）
- 終点：清水市大和町[注釈 3]（清水駅前交差点 = 国道1号交点）
- 重要な経過地；なし
- 総延長 : 2.6 km[4][注釈 4]
- 重用延長 : なし[4][注釈 4]
- 未供用延長 : なし[4][注釈 4]
- 実延長 : 2.6 km[4][注釈 4]
  - 現道 : 2.6 km[4][注釈 4]
  - 旧道 : なし[4][注釈 4]
  - 新道 : なし[4][注釈 4]
- 指定区間：なし[5]

## 歴史
- 1953年（昭和28年）5月18日 - 二級国道149号清水港線（清水港 - 清水市大和町[注釈 5]）として指定施行[6]。
- 1965年（昭和40年）4月1日 - 道路法改正により一級・二級区分が廃止されて一般国道149号として指定施行[3]。

## 路線状況

### 通称
- しみずマリンロード
- さつき通り

## 地理

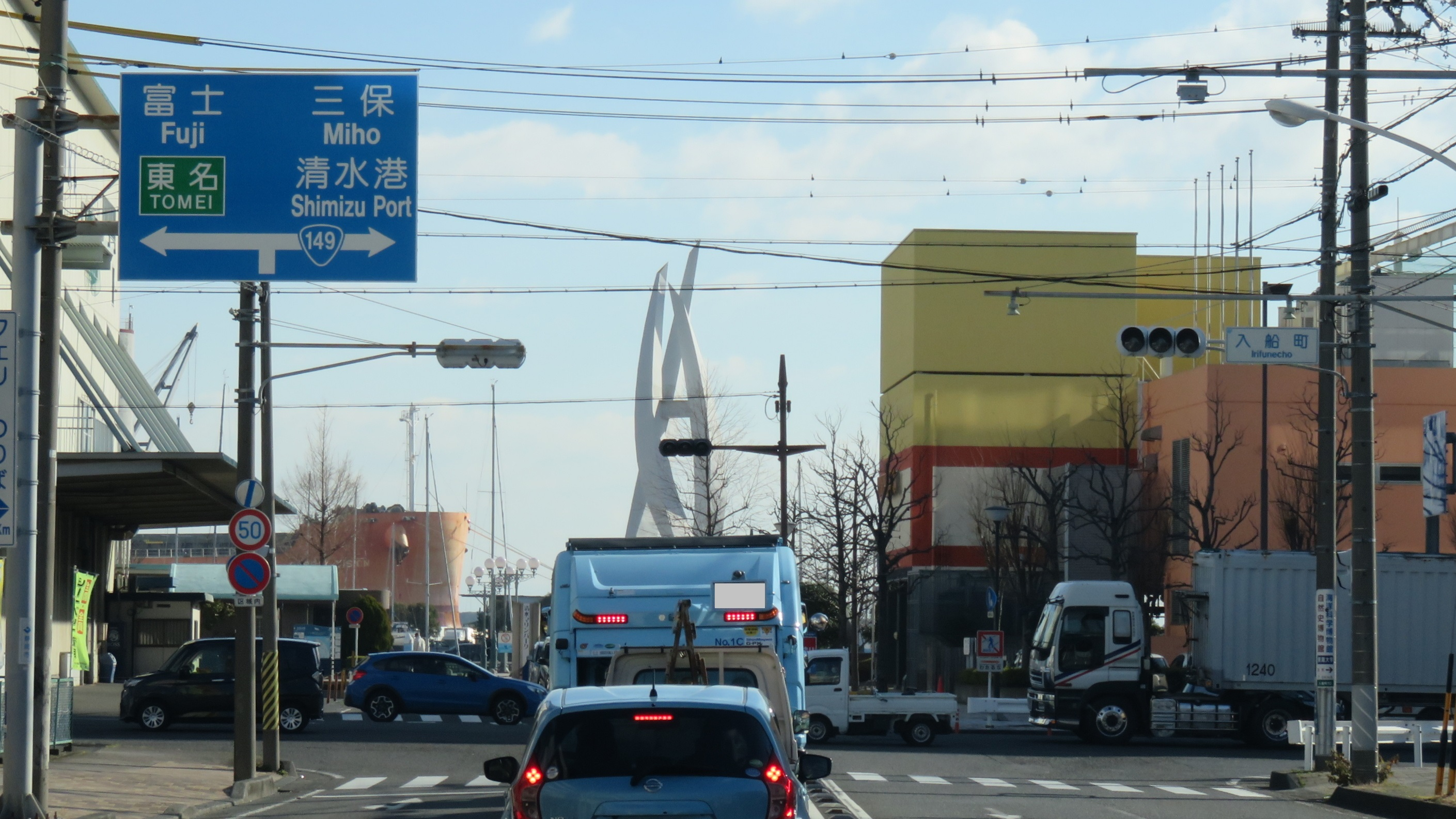
静岡県静岡市清水区
入船町交差点

経路は、起点から終点まで清水港の港湾部の西側で南北に並行しており、入船町交差点と万世町交差点の2か所ある十字路でクランクする。国道150号と共有する起点・羽衣橋北詰には、港らしさを感じられるランドマーク的なものはなく、日本の一般国道の中でも、とりわけ起点位置が難解な路線であるとの指摘がある。

### 通過する自治体
- 静岡県
  - 静岡市（清水区）

### 交差する道路
- 国道150号 : 静岡市清水区（清水港、起点）
- 国道1号 : 静岡市清水区（清水駅交差点、終点）